# 沁园街道 (沁阳市)
沁园街道，是中华人民共和国河南省焦作市沁阳市下辖的一个乡镇级行政单位。

## 行政区划
沁园街道下辖以下地区：
联盟街社区、西关社区、南关社区、南坛社区、崔庄社区、肖庄社区、唐庄社区、新苑社区、河苑社区、怡苑社区、怀苑社区、电业社区、清华园社区、护城村、张景屯村、北王庄村、任庄村、廖屯村、袁屯村、五门村、皮庄村、韩村、沙岗村、庙门村、东荒村、西荒村和接马寺村。